# Дивин (замок)
Замок Дивин (словац. Divín) — руины готического замка на территории посёлка Дивин, расположенного на юге Центральной Словакии, в районе Лученец. Замок расположен на стыке Крупинской возвышенности и Лученецкой котловины на невысоком холме, прямо над центром посёлка.

## История

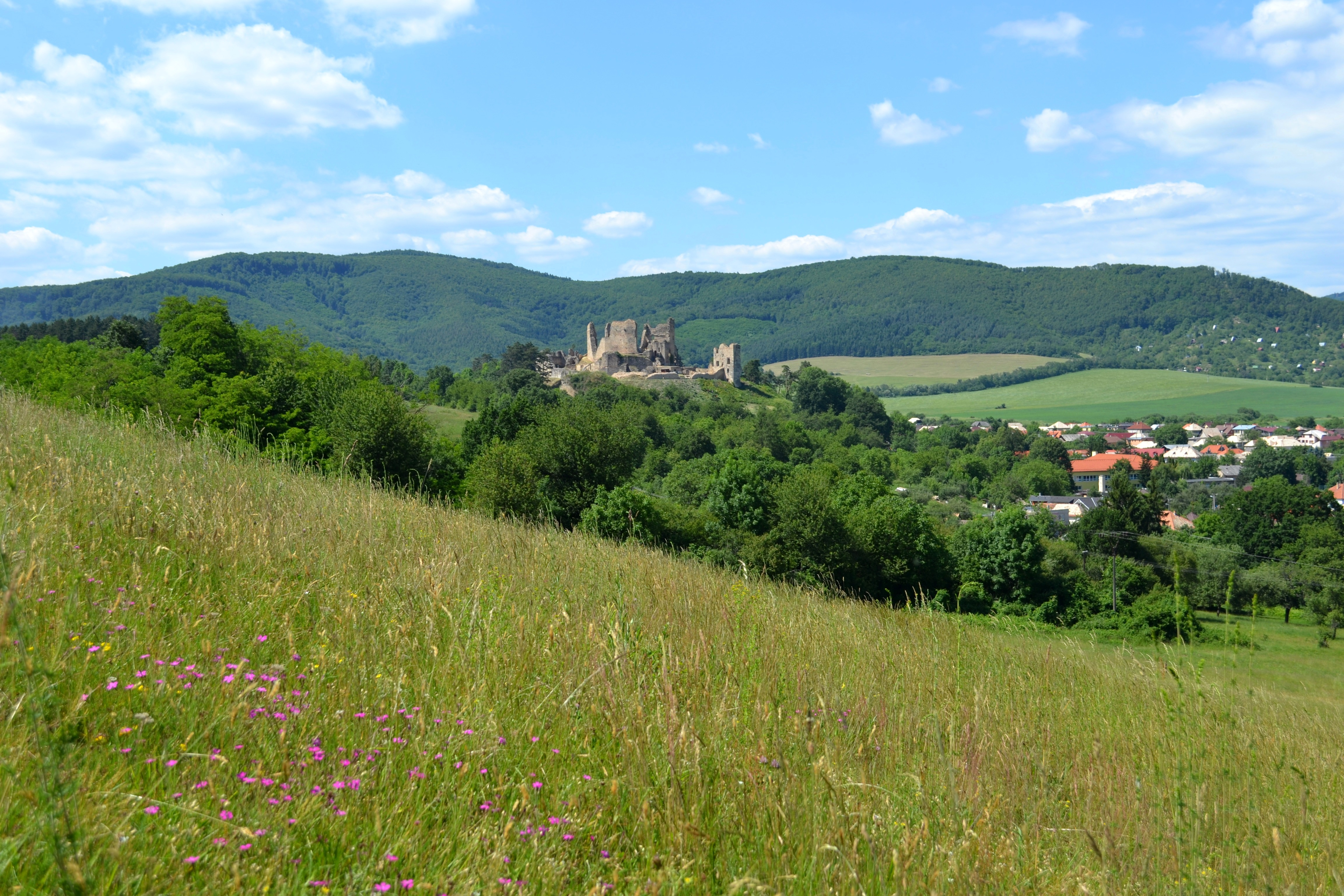
Замок и деревня Дивин.

Построен на рубеже XII и XIII веков для обороны дороги, ведущей в центральнословацкий золоторудный район. Впервые упоминается в 1329 году. Построен, вероятнее всего, представителем некоего рода из Лученца (Лошонци), но после неудачного заговора против короля, в котором, среди прочих, участвовали и Жигмунд и Штефан из Лученца, венгерский король Матьяш I в 1469 году подарил замок Михалу Орсагу. Вскоре замком уже владел Ян Надаши Онгор, а после его смерти замок был захвачен Жигмундом Балашей. В 1559 году, в период, когда замком владел род Балаши, была построена новая предзамковая территория с современными оборонительными элементами (бастион и две угловые башни). Но эти укрепления не спасли замок: в 1575 году после долгой осады его захватили турки и удерживали его до 1593 года, когда он снова был взят королевской армией при участии Балинта Балаши. Роковыми для замка стали мародёрские действия со стороны его владельца Имриха Балаши. В 1683 году замком овладели императорские войска и сожгли его.